# Sajóbábony
 Sajóbábony – wieś i gmina w północno–wschodniej części Węgier, w pobliżu miasta Miszkolc (węg. Miskolc).

## Podział administracyjny
Administracyjnie gmina należy do powiatu Miskolc, wchodzącego w skład komitatu Borsod-Abaúj-Zemplén i jest jedną z jego 40 gmin.